# Adolfo Hirsch
Adolfo José Hirsch (ur. 31 stycznia 1986 w Guerrico) – sanmaryński piłkarz argentyńskiego pochodzenia występujący na pozycji napastnika w SS Folgore/Falciano oraz w reprezentacji San Marino.

## Kariera klubowa
Grę w piłkę nożną rozpoczynał w klubie CA Banfield. W latach 2007–2008 występował w Juventud Pergamino, następnie w latach 2008-2009 w amatorskim klubie Conesa FC.
W 2009 roku przeniósł się do SS Virtus. 13 grudnia zadebiutował w Campionato Sammarinese w wygranym 3:0 meczu z AC Libertas, w którym zdobył bramkę. W sezonie 2010/2011 z 12 golami wywalczył tytuł króla strzelców. Ogółem zdobył on dla SS Virtus 22 gole w 49 występach. W latach 2012–2014 występował w SS Cosmos, dla którego w 40 meczach zdobył 17 bramek. Od 2014 roku jest on graczem SS Folgore/Falciano.

## Kariera reprezentacyjna
10 sierpnia 2011 roku zadebiutował w reprezentacji San Marino w przegranym 0:1 towarzyskim meczu przeciwko Rumunii. Kolejne występy w drużynie narodowej zaliczył w 2014 roku. Od momentu rozpoczęcia eliminacjach Mistrzostw Europy 2016 oraz objęcia funkcji selekcjonera przez Pier Angelo Manzaroliego występuje on w reprezentacji regularnie.

## Życie prywatne
Adolfo Hirsch urodził się i wychował w Argentynie. Do San Marino przeniósł się w 2009 roku za namową Danilo Rinaldiego, który również jest reprezentantem San Marino argentyńskiego pochodzenia. Hirsch posiada sanmaryńskich przodków, dzięki czemu mógł otrzymać obywatelstwo tego kraju.